# Laughing Stock
Laughing Stock peti je i posljednji studijski album britanskog sastava Talk Talk. Objavljen je 16. rujna 1991. Nakon objave prijašnjeg albuma Spirit of Eden (1988.) basist Paul Webb napustio je skupinu, zbog čega se Talk Talk sveo na duo koji su činili pjevač i multiinstrumentalist Mark Hollis te bubnjar Lee Harris. Grupa je ogorčeno napustila EMI i potpisala je ugovor s Polydor Recordsom, a uradak je objavila njegova diskografska kuća Verve Records, uglavnom posvećena jazzu. Laughing Stock sniman je u Wessex Sound Studiosu u Londonu od rujna 1990. do travnja 1991., a u radu su sudjelovali producent Tim Friese-Greene i inženjer zvuka Phill Brown.
Poput prethodnog albuma uradak sadrži improvizirane instrumentalne dionice koje izvodi velik broj glazbenika. Rad na albumu bio je zahtjevan zbog Hollisova perfekcionizma i želje za stvaranjem prikladne atmosfere za snimanje. Brown je izjavio da su Laughing Stock i Spirit of Eden „snimljeni potpuno slučajno i nakon sati i sati isprobavanja svega što se moglo nasnimiti”. Grupa se razišla nakon njegove objave.
Dobio je znatne pohvale kritičara i često se navodi kao glazbena prekretnica koja je utjecala na tada nov žanr post-rocka. Pitchfork mu je u retrospektivnoj recenziji dao deset bodova od njih deset, prozvao ga je 11. najboljim albumom devedesetih i dodao da „stvara svoj prostor i postaje nešto više od zbroja svojih dijelova”. Godine 2007. na popisu Stylus Magazinea proglašen je najboljim albumom post-rocka.

## Kontekst
Godine 1986. Talk Talk, tada tročlana skupina koju su činili vođa i pjevač Mark Hollis, bubnjar Lee Harris i basist Paul Webb, objavio je treći album The Colour of Spring, na kojem se odmaknuo od prijašnjeg zvuka nadahnuta synthpopom i posvetio se prirodnijem zvuku art popa; glazbenici su više sati improvizirali na svojim glazbalima, a Hollis i producent Tim Friese-Greene uredili su i aranžirali izvedbe kako bi stvorili željeni zvuk. Na uratku je uz Hollisa i Harrisa sviralo ukupno šesnaest glazbenika. The Colour of Spring postao je najuspješniji uradak skupine; prodan je u više od dva milijuna primjeraka i omogućio skupini da ode na svjetsku turneju. Usprkos tomu skupina je na idućem albumu Spirit of Eden (1988.) počela snimati još manje konvencionalne i komercijalne pjesme. Skladbe na uratku nastale su usred dugotrajnog snimanja u Studiju 1 u londonskom Wessex Studiosu od 1987. do 1988. kad je skupina ponovno radila s Friese-Greeneom i Brownom. Često radeći u mraku, sastav je snimio nekoliko sati improviziranih izvedbi kojima je potom uvelike skraćeno trajanje i izmijenjen aranžman.
Spirit of Eden nije bio uspješan na tržištu i, premda je u retrospektivnim recenzijama dobio pohvale, u početku je podijelio kritičare. Diskografska kuća EMI nekoliko je mjeseci unaprijed sumnjala u uspjeh albuma. Zatražila je Hollisa da ponovno snimi pjesmu ili zamijeni neke pjesme, ali je odbio to učiniti. Međutim, kad su krajem mjeseca dostavljene izvorne snimke, izdavač je naposljetku zaključio da je uradak uspješno dovršen i odlučio je produžiti ugovor sa skupinom. Talk Talk, s druge strane, htio je raskinuti taj ugovor s izdavačem. „Do tada sam već znao da EMI nije tvrtka s kojom bi taj sastav trebao surađivati”, izjavio je menadžer Keith Aspden u intervjuu s časopisom Mojo. „Bojao sam se da neće biti dovoljno novca za snimanje još jednog albuma.” EMI i Talk Talk otišli su na sud kako bi riješili taj prijepor. Spor se temeljio na pitanju je li EMI na vrijeme obavijestio skupinu o produženju ugovora jer su se prethodno dogovorili da izdavač mora poslati pisanu obavijest o tome najkasnije tri mjeseca nakon dovršetka albuma, ali je skupina izjavila da je tu obavijest dobila prekasno i da je tromjesečno razdoblje počelo kad je završilo snimanje; EMI je odgovorio da je to tromjesečno razdoblje počelo tek kad je bio zadovoljan snimkama. Sudac Andrew Morritt presudio je u EMI-evu korist, ali njegova je presuda poništena na prizivnom sudu. Ugovor s Talk Talkom naposljetku je poništen.
Bez obzira na to, godine 1990. basist Paul Webb napustio je skupinu, koju su otad službeno činili samo Hollis i Harris. EMI je također bez pristanka sastava objavio dvije kompilacije: Natural History: The Very Best of Talk Talk, album najvećih hitova iz 1990., i History Revisited, zbirku novih remiksanih inačica starijih pjesama skupine. Hollis se otvoreno usprotivio objavi obaju albuma. Prije objave potonjeg uratka Hollis je izdavaču poslao pisma u kojima je tražio obustavu objave, ali EMI nije odgovorio. U studenome 1991. Talk Talk tužio je EMI i uručio je četiri sudska naloga protiv bivšeg izdavača. Sastav je tvrdio da mu je materijal lažno pripisan i da mu izdavač duguje novac zbog neisplaćenih tantijema. Skupina je dobila taj slučaj 1992. te je EMI pristao povući i uništiti sve preostale primjerke albuma. Aspden se nadao da će taj spor postaviti presedan za buduće ugovore za snimanje albuma.
Kako se nakon pravnog spora s EMI-em u vezi s ugovorom za snimanje albuma skupina odvojila od izdavača, u potrazi za drugim izdavačima njezin je menadžer potpisao ugovor s Verve Recordsom, diskografskom kućom Polydor Recordsa posvećenom jazzu. Hollisu je bilo drago što je sklopila ugovor s Talk Talkom jer je nekoć objavljivala albume sastava The Mothers of Invention. Sastav je počeo snimati novi album ubrzo nakon sklapanja ugovora. U studio je ponovno pozvao različite glazbenike te su 1990. s Friese-Greeneom i Brownom počeli raditi na pjesmama za Laughing Stock.

## Snimanje
Nakon što je Verve zajamčio da će financirati Laughing Stock i da neće ometati snimanje, sastav je iskoristio priliku i „ostatak je snimanja proveo zatvoren [u studiju]”. Kao što je bio slučaj s prijašnjim albumom, Friese-Greene producirao je uradak, a snimljen je u Wessex Sound Studiosu u Londonu uz pomoć inženjera zvuka Philla Browna i pedesetak gostujućih glazbenika premda se na objavljenu izdanju pojavljuje samo njih osamnaest. Na snimanje je utjecao Brownov snimateljski rad sa skupinom Traffic iz 1967.; Hollis je za Laughing Stock želio „okupiti grupu glazbenika istomišljenika” i dovesti ih u studio, a potom snimiti „glazbala prostorno odvojena jedna od drugih umjesto da ih poveže na mikseti”, nakon čega „svaki glazbenik može improvizirati na određenu temu kako želi”. Snimanje je trajalo dugo, otprilike godinu dana iako u knjižici albuma piše da je sniman od rujna 1990. do travnja 1991. Uradak je bio „gotov tek” kad je Hollis zaključio da je svaki gostujući glazbenik „izrazio svoju bit i dotjerao svoje doprinose do najčišće, najstvarnije srži”.
O Hollisovoj disciplini tijekom snimanja često se pisalo; u recenziji za Pitchfork Jess Harvell izjavio je kako se to „snimanje već dugo opisuje kao jedno od najnapornijih i najviše prožetih opsjednutošću kontrolom”. Wyndham Wallace iz The Quietusa komentirao je: „[O]no što se odvijalo u tom studiju potkrepljuje uvjerenje da se Hollis snažno zalagao za pomicanje granica i usavršavanje vlastite umjetnosti na još većoj razini nego na Spirit of Edenu. Stekao je priliku ostvariti svoje najradikalnije kreativne pobude.” Glazbenici su često radili u mraku; Aspden je izjavio da se „u studiju pokušala stvoriti atmosfera usklađena s ugođajem na albumu” te da je sastav skinuo satove sa zidova, prekrio prozore, „projicirao uljane [boje] na zidovima i stropu te se nije koristio nikakvim svjetlima osim stroboskopskim”.
Gostujući su glazbenici došli u studio „kako bi improvizirali na dijelovima pjesama koje nisu čuli do kraja. Najviše [što su mogli dobiti] bila je struktura akordȃ i poticali su ih da čine što im se prohtije, a zatim, zahvaljujući novijoj digitalnoj tehnologiji, iskoristili su sve prikladne rezultate, katkad na mjestima za koja u početku uopće nisu bili zamišljeni”. Veći dio snimljene glazbe nije objavljen na albumu; Brown je izjavio da „treba biti iznimno discipliniran da bi izbrisao 80 % glazbe koju snimiš. Malo njih dovoljno je disciplinirano da bi se riješilo 'stvari'”.
Kao što je bio slučaj na prijašnjim uradcima, Hollis je samostalno izabrao koje će snimke iskoristiti i u kojem će ih kontekstu iskoristiti. U usporedbi sa Spirit of Edenom Laughing Stock snimljen je „s pomoću uobičajenije opreme iz osamdesetih”. Brown i skupina služili su se Studerovim magnetofonom A800 s 24 kanala i sustavom Dolby SR za smanjenje buke.

## Glazbeni stil
Laughing Stock sadrži šest pjesama; Steve Sutherland izjavio je da je uradak „podijeljen na šest dijelova iako je to zapravo jedna dugačka skladba na kojoj se mijenjaju raspoloženja”. Ian Cranna iz časopisa Q komentirao je da je „još povučeniji i osobniji nego prije”. Uspoređujući uradak sa Spirit of Edenom, Jess Harvell u osvrtu za Pitchfork napisao je da su „strukture pjesama još čudnije, sagrađene od najmanjih glazbenih motiva; pjesme se sukobljavaju kad je riječ o atmosferi i često zvuče improviziranije nego ikad prije. Sam cilj – stvaranje koherentna albuma od svih tih stvari – vjerojatno se činio besmislenim brojnim suradnicima dok su radili na njemu.” Godine 1991. u razgovoru s Melody Makerom Hollis je izjavio: „[N]ajmanje bih želio filozofirati o glazbi jer mi u tome nikad nije bila bit [glazbe]. Ništa se nije promijenilo kad je riječ o radnim navikama na prošlom albumu i ne bih to nikad promijenio jer ne znam kako bih poboljšao taj proces. Kao i prije – tišina je najvažnija stvar koju imate, jedna je nota bolja od dvije, duh je sve, a tehnika, iako je donekle važna, uvijek je sekundarna.”
Hollis je izjavio da su na album utjecali Tago Mago sastava Can, „In a Sentimental Mood” Johna Coltranea – koji „zvuči kao da lik postavlja bubnjeve” – i New Morning Boba Dylana; komentirao je da na tim uradcima, „ako govorimo o iskrenim zvukovima, ne možeš biti iskreniji. Zvuči kao da je grupa u prostoriji s tobom”. U razgovoru s Richardom Skinnerom u vrijeme objave albuma Hollis je izjavio: „Mislim da je tišina iznimno važna. Nije nešto što bi trebalo zloupotrebljavati. I kako su se komunikacijski sustavi razvili, najviše se brinem da su [ljudi] skloniji pozadinskoj buci u svakom trenutku umjesto da razmišljaju o onome što je važno. Tišina je iznad svega, radije bih čuo jednu notu umjesto dvije i radije bih čuo tišinu nego jednu notu[.]” U članku za The Quietus Wyndham Wallace izjavio je da to „objašnjava petnaest sekundi šuma iz pojačala na prvoj pjesmi 'Myrrhman', mnogo prostora ostavljena u posljednjoj pjesmi 'Runeii' i opći koncept zvuka koji su usavršili Friese-Greene i Brown”. Dodao je da su „zvukovi mogli odzvanjati diljem studija, pogreške su bile temeljni dio izvedbe, a dinamika na albumu potpuno je autentična i stvara koncertni dojam jazz-albuma”.
„New Grass” opisana je kao „posve spokojna i divna izjava Talk Talka; električne orgulje i raspjevana gitara beskrajno kruže oko Harrisova bubnjanja stabilna poput otkucaja srca”. S druge strane, „Ascension Day” smatra se „najviše kaotičnom i zlobnom pjesmom” sastava; Harvell je komentirao da zvuči kao „manji jazz-sastav kojeg je odgurala noise rock-grupa uz uzbudljivu bubnjarsku paljbu koja vam leti na uši poput lavine prije nego što čujna montaža sve odreže”. Hollis u toj pjesmi pjeva o sudnjem danu, „njegovu neizbježnu dolasku i trenutku kad će nam svima reći zbogom”.
„Taphead”, „vješto suptilna skladba”, započinje s jednostavnom gitarskom melodijom i Hollisovim „kolebljivim, nesigurnim vokalima”, a potom se neočekivano pojave klavijature i „najtamniji, najtopliji zvukovi trube, jedan iza drugoga, grade predivnu harmoniju, a tehnike napetosti i opuštanja uočljive su diljem pjesme”. U recenziji za Sputnikmusic Tyler Fisher dodao je da je time „Talk Talk stvorio vrhunac kakav se nije mogao čuti ni prije ni poslije. Nakon burnije dionice za trubu u pjesmu ulaze lagani bubnjevi, bas i klavir te uspostavljaju najblaži ritam kako bi otvorili mjesta vrištećoj trubi i Hollisovim vokalima. Još jedan vrhunac koji je trajao manje od sekunde. Skupina na 'Tapheadu' pokazuje nezamislivu kontrolu”.

## Objava
Kad je Talk Talk Verveu dostavio Laughing Stock, Polydor se „zgrozio” i pitao kako će uspjeti prodati tako nekomercijalan album. Sutherland je izjavio: 
Hollis je negirao da je bilo ikakvih problema s Polydorove strane izjavivši da se „cijela struktura ugovora koji [su] sklopili s tom diskografskom kućom temelji na razumijevanju načina na koji [rade]” te da je dogovor bio takav da će im „dati svoj najbolji album”.
Verve Records objavio je album 16. rujna 1991. Skupina nije podržala uradak službenim singlovima i glazbenim spotovima. Međutim, u Francuskoj je u ograničenoj nakladi objavljen box set After the Flood / New Grass / Ascension Day, na kojem se nalaze te tri skladbe s albuma, od kojih je prva skraćena, i dvije neobjavljene odbačene skladbe („Stump” i „5:09”). U Sjedinjenim Državama snimka razgovora s Markom Hollisom pod nazivom Mark Hollis Talks About Laughing Stock objavljena je na kaseti. Usprkos manjku tipične promidžbe uradak je dosegao 26. mjesto na britanskoj ljestvici albuma i na njoj je ostao dva tjedna.
Za razliku od ostalih albuma skupine Laughing Stock nikad nije objavljen u remasteriranoj inačici na CD-u, ali 11. listopada 2011. Ba Da Bing Records objavio je remasteriranu inačicu albuma na gramofonskoj ploči; taj je album tada prvi put u SAD-u objavljen na ploči. Pitchfork je izjavio da zbog ponovnog masteringa to izdanje uratka zvuči „odlično, zvuči najbolje dosad u usporedbi s bilo kojim formatom. Što je ključno jer su se u određenom smislu kasniji albumi Talk Talka temeljili isključivo na zvuku. Kako iznenađujući, izolirani zvukovi ili bezoblični valovi zvuka mogu izvući osjećaje iz slušatelja jednakom snagom kao bilo koja obična melodija”.

## Ilustracija
Naslovnicu je izradio britanski umjetnik James Marsh, koji je zaslužan za većinu ilustracija na albumima sastava. Marsh je prvo naslikao jato ugroženih ptica koje tvori lik veće ptice u letu iznad pusta krajolika. Međutim, Hollis je poslije zaključio da bi na ilustraciji trebalo biti stablo kako bi vizualno povezao uradak sa Spirit of Edenom. Na objavljenom omotu nalaze se iste ptice na stablu sferične krošnje koje tvore lik kontinenata. Prva se ilustracija naknadno pojavila na omotu za box set After the Flood. Kao što je bio slučaj i na prijašnjim uradcima, u knjižici albuma nalaze se stihovi za sve pjesme koje je Hollis ispisao rukom.

## Recenzije
| Recenzije                     | Recenzije                 |
| Izvor                         | Ocjena                    |
| ----------------------------- | ------------------------- |
| AllMusic                      | [ 23 ]                    |
| Muzik                         | [ 24 ]                    |
| NME                           | 4/10 (1991.) 5/10 (2000.) |
| Pitchfork                     | 10/10                     |
| Q                             | [ 18 ]                    |
| The Rolling Stone Album Guide | [ 27 ]                    |
| Select                        | 4/5                       |
| The Times                     | 8/10                      |
| Uncut                         | 10/10                     |
| Vox                           | 9/10                      |

Nakon objave Laughing Stock podijelio je glazbene kritičare. U recenziji za Melody Maker Jim Irvin komentirao je da je snimivši Laughing Stock, Talk Talk stvorio „tri remek-djela zaredom” i postao „zasigurno najviše jedinstvena, vjerojatno i najvažnija grupa koju imamo”. U osvrtu za Vox Betty Page pohvalila ga je spomenuvši da je to jedan od „najizazovnijih albuma” 1991. Pišući za Select, Nick Griffiths izjavio je da je „perverzno genijalan” i da sastav na njemu „ugađa sebi i ništa više. Ako odbijate ući na njegovo igralište za one umorne od svijeta, to im neće smetati”. U časopisu Q Ian Cranna komentira je da usprkos tomu što je zbog „melankolična raspoloženja, rijetke obzirnosti i dojma da se dijeli nešto iznimno osobno uz pamtljive i emocionalne osobine diskretne glazbe Talk Talk uvelike u raskoraku s komercijalnim ljestvicama ... iste će se te osobine pobrinuti za to da će Laughing Stock, iako će Hollis zbog njega izgubiti neke nove prijatelje, dugo biti na cijeni i nadživjeti ta plitka kratkotrajna uzbuđenja”. Međutim, u osvrtu za NME, David Quantick napisao je da je uradak „neopisivo pretenciozan i osvrće se u nadi da će netko primijetiti njegovu 'ćudljivu genijalnost' ili što već. Užasan je”. Krajem 1991. Melody Maker uvrstio ga je na 12. mjesto popisa najboljih albuma godine, a Oor ga je postavio na 20. mjesto svojeg popisa.
U retrospektivnim recenzijama dobio je opće pohvale kritičara. „To je djelo nepostojane složenosti i iznimne ljepote”, napisao je AllMusicov recenzent Jason Ankeny. Dodao je: „Laughing Stock i dalje je neprimijećeno remek-djelo, a njegovi se odjeci mogu čuti diljem najkvalitetnije eksperimentalne glazbe objavljene poslije njega.” U osvrtu za The Times Victoria Segal komentirala je da se po „instrumentalnu bogatstvu i istraživačkoj dinamici” „neočekivano slaže s brojnim novijim događanjima na današnjoj rock-sceni”, a istaknula je i „strastvene osjećaje” zbog kojih „Laughing Stock nije tek akademsko ugađanje [samomu sebi]”. Jess Harvell, pišući za Pitchfork, izjavio je da „zvuk može postati snažniji kad ga okružuje tišina, a veliki zaljevi [tišine] nalaze se posvuda na kasnijim albumima Talk Talka, pogotovo na Laughing Stocku”. Sputnikmusicov Tyler Fisher napisao je: „Svijet mora čuti ovaj album, čak i ako vam se prije nije sviđao post-rock, jer vam jamčim da to nije vrsta glazbe na koju pomislite kad pomislite na post-rock. Nažalost, tako bi trebalo biti.” Za Irish Times Donal Dineen napisao je da uradak „pokazuje kakva se čarolija zbiva kad su skupine dovoljno nadarene i odlučne pomicati granice”.

## Utjecaj
Uradak je uvršten na više popisa „najboljih albuma”. Godine 2003. Pitchfork ga je proglasio 11. najboljim albumom iz devedesetih. Iste ga je godine časopis Mojo uvrstio na svoj popis „50 ekscentričnih albuma”. Godine 1999. Ned Raggett uvrstio ga je na četvrto mjesto popisa „136 ili otprilike toliko najboljih albuma iz devedesetih”.
Uz Spirit of Eden i Slintov Spiderland smatra se glavnim katalizatorom post-rocka. AllMusic zaključio je da su se „glazbeni temelji post-rocka kristalizirali 1991., kad su objavljena dvije vrlo različite prekretnic: Laughing Stock Talk Talka i Slintov Spiderland”. Sam izraz „post-rock” prvi je put iskorišten 1994. u časopisu Melody Maker; Simon Reynolds izmislio ga je u recenziji albuma Hex skupine Bark Psychosis, koji sadrži eksperimentalne ambijentalne dionice nadahnute Talk Talkom. Laughing Stock također je utjecao na skupine Elbow i Bon Iver, a 2011. Jess Harvell iz Pitchforka komentirao je da mu se „brojni indie rock-sastavi i skladatelji eksperimentalne glazbe klanjaju već dvadeset godina”.
Godine 2011. norveška kantautorica Jenny Hval izjavila je da je Laughing Stock „nevjerojatno intuitivan i ogoljen uradak – neke su pjesme poput tragova pare. Meni svaki zvuk na albumu govori o smrti, kao da su pjesme na samrti, kao skupina Beckettovih likova. No album je u isto vrijeme nevjerojatno emocionalan. 'After the Flood' je poput plača. Nakon 22. srpnja [dana napada u Norveškoj 2011.] Laughing Stock bio je jedan od dvaju albuma koje sam htjela slušati.” Škotski pjevač King Creosote izjavio je: „Posljednja dva albuma Talk Talka doživljavam kao brata i sestru bliske po godinama. Ako je Spirit of Eden starija, lijepa i sofisticirana velika sestra koja dobiva petice, onda je Laughing Stock ćudljiv, neuredan mali brat kojeg su izbacili iz škole zbog markiranja.” Tom Fleming iz Wild Beastsa, čije se skupine često uspoređuju s Talk Talkom, pohvalio je album i izjavio da je „kao slijepa ulica. Kao minimal techno. Možeš li biti minimalističniji?”
Nakon što je na uratku radio kao inženjer zvuka, Phill Brown izjavio je da je proces rezultirao „razvodom, slomom. Bilo je napeto. No nikad prije ni poslije nisam radio [na albumu] gdje su svi bili toliko usredotočeni. I ne – ne bih više radio u mraku. Bilo mi je teško vratiti se 'normalnu' snimanju”. Međutim, u usporedbi s prijašnjim albumima Talk Talka, izjavio je da je „Laughing Stock drukčijeg kova. Zbilja se ponosim tim albumom, vjerojatno je jedan od mojih najboljih projekata, ali mračan mi je i klaustrofobičan”. Laughing Stock posljednji je studijski album objavljen u karijeri sastava. Talk Talk razišao se 1991. jer se Hollis želio usredotočiti na svoju obitelj. Paul Webb pridružio se Leeju Harrisu i zajedno su osnovali skupinu .O.rang, koja je snimila nekoliko albuma u devedesetima, a Tim Friese-Greene počeo je snimati pod imenom Heligoland. Mark Hollis privremeno je napustio glazbenu industriju, a 1998. iznenada je objavio debitantski album Mark Hollis, koji se stilski oslanjao na zvuk post-rocka prisutan na Spirit of Edenu i Laughing Stocku; u pisanju pjesama nije ga nadahnula popularna glazba toga doba, nego klasična glazba 20. stoljeća i jazz iz kasnih pedesetih i šezdesetih godina 20. stoljeća. Službeno se povukao iz glazbene industrije ubrzo nakon toga.

## Popis pjesama
Sve su pjesme napisali Mark Hollis i Tim Friese-Greene.
| 1. | »Myrrhman«        | 5:33 |
| 2. | »Ascension Day«   | 6:00 |
| 3. | »After the Flood« | 9:39 |

| Druga strana | Druga strana | Druga strana | Druga strana | Druga strana | Druga strana | Druga strana | Druga strana | Druga strana | Druga strana |
| Br.          | Skladba      | Trajanje     |              |              |              |              |              |              |              |
| ------------ | ------------ | ------------ | ------------ | ------------ | ------------ | ------------ | ------------ | ------------ | ------------ |
| 1.           | »Taphead«    | 7:39         |              |              |              |              |              |              |              |
| 2.           | »New Grass«  | 9:40         |              |              |              |              |              |              |              |
| 3.           | »Runeii«     | 4:58         |              |              |              |              |              |              |              |
| 43:29        |              |              |              |              |              |              |              |              |              |

## Zasluge
| Talk Talk - Lee Harris – bubnjevi - Mark Hollis – pjevanje, gitara, glasovir, orgulje | Ostalo osoblje - James Marsh – ilustracija na omotu albuma - Russell Uttley – dizajn - Phill Brown – inženjer zvuka |

Dodatni glazbenici
- Mark Feltham – usna harmonika
- Martin Ditcham – udaraljke
- Tim Friese-Greene – orgulje, glasovir, harmonij; produkcija
- Levine Andrade – viola
- Stephen Tees – viola
- George Robertson – viola
- Gavyn Wright – viola
- Jack Glickman – viola
- Garfield Jackson – viola
- Wilf Gibson – viola
- Simon Edwards – akustična bas-gitara
- Ernest Mothle – akustična bas-gitara
- Roger Smith – violončelo
- Paul Kegg – violončelo
- Henry Lowther – truba, krilnica
- Dave White – kontrabasovski klarinet

## Ljestvice
| Ljestvica (1991.)      | Najviša pozicija |
| ---------------------- | ---------------- |
| Nizozemska             | 60.              |
| Njemačka               | 65.              |
| Ujedinjeno Kraljevstvo | 26.              |

| Ljestvica (2019. – 2020.)                | Najviša pozicija |
| ---------------------------------------- | ---------------- |
| Škotska                                  | 95.              |
| Ujedinjeno Kraljevstvo (Album Downloads) | 24.              |
| Ujedinjeno Kraljevstvo (Album Sales)     | 73.              |
| Ujedinjeno Kraljevstvo (Vinyl Albums)    | 35.              |